# Sematophyllum grandicellulosum
Sematophyllum grandicellulosum är en bladmossart som beskrevs av Brotherus 1925. Sematophyllum grandicellulosum ingår i släktet Sematophyllum och familjen Sematophyllaceae. Inga underarter finns listade i Catalogue of Life.